# Lechner Egon
Lechner Egon (Kolozsvár, 1890. november 24. – Budapest, 1967. július 9./július 10.) gépészmérnök, egyetemi tanár, a műszaki tudományok kandidátusa (1956).

## Életpályája
1913-ban a József Nádor Műszaki Egyetemen gépészmérnöki diplomát szerzett. 1913–1921 között a Gépelemek Tanszékén tanársegédként dolgozott. 1919–1923 között a Magyar Mérnök- és Építész-Egylet Gépészeti, Elektrotechnikai és Gyáripari Szakosztályának jegyzői tisztségét látta el. 1921–1922 között a Szabadalmi Bíróságon bíró volt. 1922–1928 között a Fejes Lemezmotor és Gépgyár főmérnöke volt. 1928–1934 között a MÁVAG traktorszerkesztői irodájában főmérnökként tevékenykedett. 1934–1949 között a Danuvia szerkesztési osztályát szervezte és vezette. 1936-ban Budapesten, 1938-ban Berlinben, 1939-ben Helsinkiben, majd 1945 után az ISA, majd az ISO konferenciáin, értekezletein vett részt. 1947-től az Állami Műszaki Főiskolán tanított. 1949-től a Láng-gyár konstruktőre volt. 1953-ban a Budapesti Műszaki Egyetem professzora lett. 1957-ben nyugdíjba vonult.

### Munkássága
A Fejes Gépgyárnál iskolai repülőgépek, MÁV-sínautók motorjait tervezte. Többek között kifejlesztette a MÁVAG-Lechner-traktort, amely elsősorban Algériába került. A tömeggyártást és a méréstechnikát oktatta. Ezek mellett kiemelkedő szerepet töltött be a magyar és a nemzetközi szabványosításban.

## Családja
Szülei Lechner Károly (1850–1922) magyar orvos és Klammer Hedvig voltak. Testvére, Lechner Gedeon (1885–1915) vegyészmérnök volt.
Sírja a Fiumei úti sírkertben található.

## Művei
- Géprajz (Budapest, 1941)
- Forgácsoló készülékek szerkesztésének elemei (Budapest, 1954–1971 között 6 kiadás)
- A tűrésezés választásának technológiai szempontjai (Budapest, 1968)

## Díjai, elismerései
- Magyar Népköztársasági Érdemérem (1951)[7]